# Elizabeth Bentley
Elizabeth Terrill Bentley (1. ledna 1908 New Milford – 3. prosince 1963 New Haven) byla špiónka původně pracující pro Sovětský svaz.
Ke špionáži ji přivedl její manžel, který utvářel a vedl v USA špionážní síť pro Moskvu, a postupně, jak se zhoršovalo jeho zdraví, jí předával její řízení. Když v roce 1943 její manžel zemřel, převzala síť zcela. Vzrůstající tlak řídících pracovníků, který ji měl přinutit celou síť předat, v ní vzbudil obavy a vyvolal dojem, že její manžel nemusel zemřít přirozenou smrtí (byl na něj činěn stejný nátlak). Když jí agenti KGB začali nepokrytě vyhrožovat, síť (minimálně z větší části) předala, zároveň však kontaktovala FBI (1945). Jelikož měla značné znalosti i o špiónech mimo svou síť, znamenalo její zběhnutí pro sovětské tajné služby strašlivou ránu, která na deset let paralyzovala jejich činnost na území USA. FBI se ji pokoušela poté využít jako dvojitého agenta, ale nemohla přitom uspět, neboť informace o jejím zběhnutí nezůstala sovětské straně utajena. Američané totiž o něm informovali MI6, jejíž šéf William Stephenson se o tuto informaci podělil s Kimem Philbym, dlouhodobým úspěšným agentem Moskvy. Ta se o zběhnutí Bentleyové dozvěděla prakticky obratem a díky tomu se řadě jejích lidí podařilo zavčas uniknout.